# Modimolle (municipalité locale)
Ne doit pas être confondu avec  Modimolle (ville).
La municipalité locale de Modimolle (Modimolle Local Municipality) était une municipalité locale du district de Waterberg dans la province du  Limpopo en Afrique du Sud. Son chef-lieu était la ville de Nylstroom également connue depuis 2002 sous le nom de Modimolle. En 2016, la municipalité locale de Modimolle a fusionné avec celle de Mookgophong pour former la nouvelle municipalité de Mookgophong/Modimolle.

## Périmètre de la municipalité
La municipalité de Modimolle comprenait la ville de Nylstroom et les villages, townships et localités de Phagameng, Vaalwater, Alma et Leseding. 

## Démographie
Lors du recensement de 2011, la municipalité comptait 68 513 d'habitants (88,12% de noirs, 10,77% de blancs), majoritairement de langue sepedi. 
La majorité de la population résidait dans le township de Phagameng (29 803 habitants). Les blancs résidaient principalement à Nylstroom où ils représentaient 38,42% des habitants (et 53,62% des résidents du centre-ville historique). 

## Politique
Lors des élections municipales de 2011, le congrès national africain a remporté 69 % des suffrages et 13 des 18 sièges du conseil municipal devant l'Alliance démocratique (22,4 % et 4 sièges) et le front de la liberté (5,56 % et 1 siège).
Le gouvernement a procédé en 2015-2016 à un redécoupage des circonscriptions, réduisant de 21 le nombre de municipalités sud-africaines. Celle de Modimolle a notamment été supprimé pour les élections de 2016 à la suite de son amalgamation avec la municipalité locale de Mookgophong. À la suite des élections municipales sud-africaines de 2016, la nouvelle municipalité est remportée par une coalition regroupant l'Alliance démocratique (DA), le front de la liberté et les Economic Freedom Fighters. Marlene van Staden (DA) est alors élue maire de la nouvelle municipalité.

## Liste des maires
- Tsietsi Mohapi (2001-2011)
- Kgaretja Elizabeth Lekalakala (2011-2016)